# Parco nazionale di Mount Revelstoke
Il parco nazionale di Mount Revelstoke (in inglese Mount Revelstoke National Park) è un parco nazionale situato in Columbia Britannica, in Canada.